# Firehose
Firehose, souvent typographié fIREHOSE, est un groupe de rock alternatif américain fondé en 1986 à San Pedro, en Californie.

## Biographie
Firehose est formé au printemps 1986, peu après la mort accidentelle de D. Boon qui amène à la fin du groupe, Minutemen. Crawford, étudiant de 21 ans et fan des Minutemen est invité à jouer au sein des Camper Van Beethoven à Columbus, dans l'Ohio. Les membres de Camper Van Beethoven donneront une fausse information à Crawford : ils lui diront que Watt et Hurley auditionnaient pour un guitariste. Crawford contactera alors le groupe pour jouer avec eux. Toujours dans le deuil après la perte de Boon, Watt n'est d'abord pas intéressé. Ce n'est qu'après la persistance de Crawford que le groupe accepte de le recruter.
Le groupe joue son premier concert en juin 1986 à la fin de l'année et publie son premier album, Ragin', Full On au label indépendant SST. Cette même année, ils jouent en soutien à Sonic Youth à leur tournée Flaming Telepaths Tour. Ils effectuent leur dernier concert le 12 février 1994 au Warner Grand Theatre de San Pedro, en Californie. Ils annoncent leur retour en 2012 pour 18 concerts.

## Membres

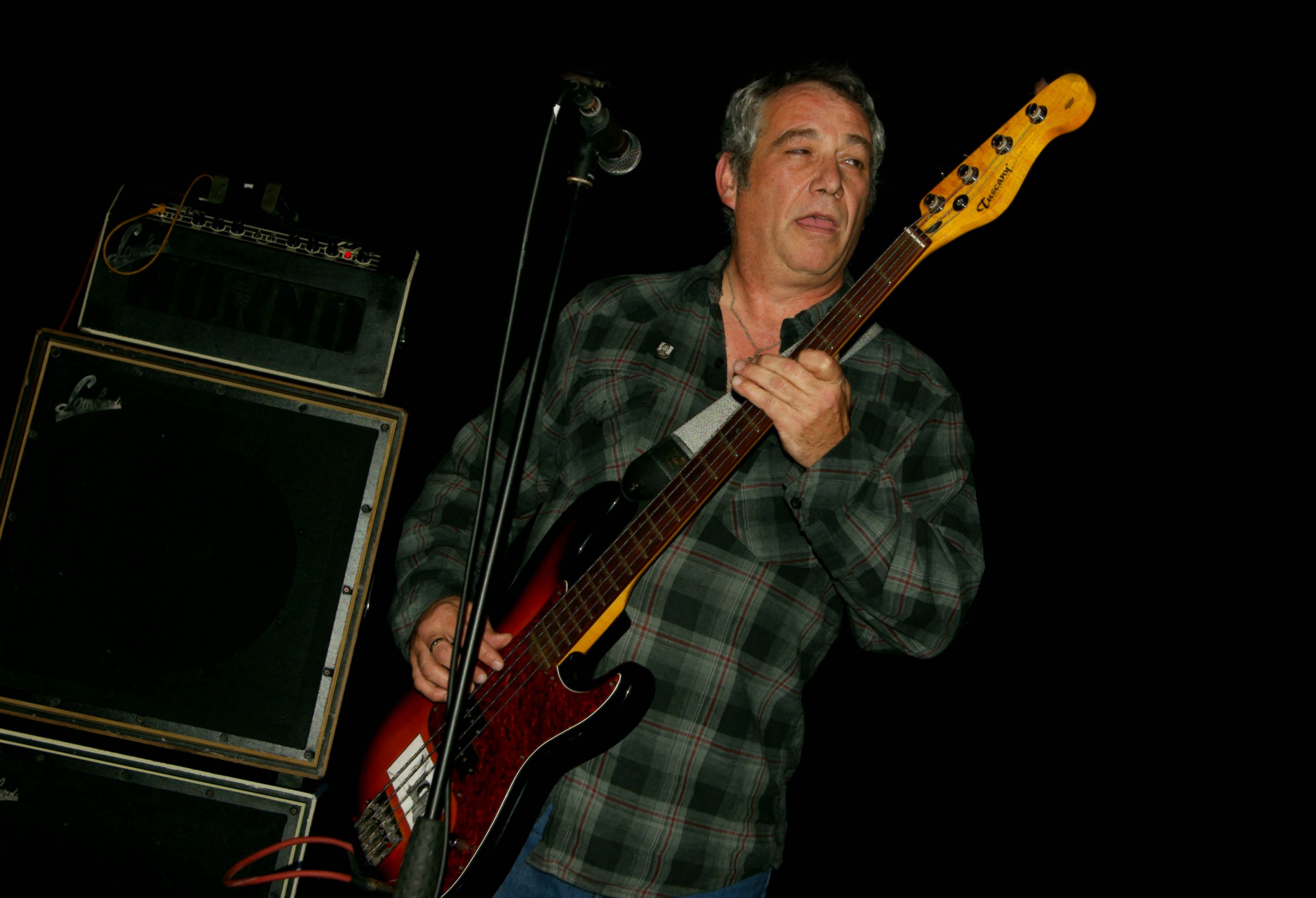
Mike Watt avec Il Sogno del Marinaio en 2013.

- Mike Watt - basse, chant
- Ed Crawford - guitare, chant
- George Hurley - batterie

## Discographie

### Albums studio
- 1986 : Ragin', Full On (SST)
- 1987 : If'n (SST)
- 1989 : Fromohio (SST ; figure sur la liste des 1001 Albums You Must Hear Before You Die)
- 1991 : Flyin' the Flannel (Columbia Records)
- 1993 : Mr. Machinery Operator (Columbia)

### EP et singles
- 1988 : Sometimes (EP, SST)
- 1992 : Live Totem Pole (EP, Columbia)
- 1994 : Big Bottom Pow Wow (promo single, Columbia)
- 1995 : Red and Black (live, single, Sony)